# Nagagamisis Provincial Park
Der Nagagamisis Provincial Park ist ein 81,31 km² großer Provinzpark in der kanadischen Provinz Ontario. 

## Lage
Der Natural Environment Park liegt im Nordosten der Provinz, 32 km nördlich von Hornepayne, 100 km südwestlich von Hearst, im Algoma District. Neben der Kernzone zwischen den Seen Nagagami Lake und Nagagamisis Lake gehören zum Provinzpark noch ein etwa 21 km langer Korridor entlang dem unteren Foch River sowie ein Korridor entlang dem Nagagami River bis 6,3 km oberhalb dessen Mündung.
Der Zugang ist über die Nordroute des Trans Canada Highway möglich, ebenso wie über die Südroute, die am Oberen See entlangführt. Der Park wurde 1957 gegründet. Die Hauptflüsse sind Nagagami River und Shekak River, der größte See ist der namengebende Nagagamisis Lake.
Der Name Nagagamisis geht auf ein Cree-Wort zurück, das etwa „See mit feinsandigen Ufern“ bedeutet.

## Geschichte

### Frühgeschichte
1973 erbrachten archäologische Untersuchungen 15 Fundstätten, von denen 5 als prähistorisch galten, 10 als historisch. Zwei der prähistorischen Fundstätten galten als von hoher Bedeutung für die Geschichte der Provinz, keine als bedeutsam für die Geschichte Kanadas. Eine der Fundstätten wurde dem Late Woodland zugeordnet, der späten Waldlandperiode, einer Zeitspanne von etwa 800 bis 1650 also, in der Algonkin-Gruppen, möglicherweise bereits Cree, das Gebiet wohl saisonal aufsuchten. Dieser Phase ließen sich Abschläge zuordnen, ebenso wie Knochenfragmente, eine Wandscherbe, ein Keil, Kratzer, Schaber, Steinbohrer und Perlen, die für den Handel bestimmt waren. Offenbar wurden Felle bearbeitet, doch weist das Fehlen von Flint und Projektilspitzen darauf hin, dass kaum Großwild gejagt wurde. Einzige Ausnahme ist die chert beach site, die unter prähistorischen Aspekten die wichtigste Fundstätte ist, da sie im Albany drainage einen der wenigen Herstellungsorte für Steinwerkzeuge darstellt. Hingegen deuten Netze aus Weiden und Knochen auf intensiven Fischfang hin. Tontöpfe dienten der Nahrungszubereitung, vielfach wurden Werkzeuge aus Holz gefertigt. Erstmals wurden Knochen von Vielfraßen in Ontario gefunden, auch geringe Mengen an Knochen der im Parkgebiet lebenden Säugetiere und Vögel fanden sich. Hinzu kommen zwei Gräber. 
Culturally Modified Trees wurden in Ontario erstmals 2001 im Nagagamisis Provincial Park untersucht. Sie waren damit die ersten Bäume dieser Art, die östlich der Rocky Mountains untersucht wurden. Die Bäume sind überwiegend zwischen 80 und 110 Jahre alt, einige möglicherweise über 400.
Bei den Fundstätten handelt es sich um voreuropäische Algonkinstätten namens Nagagami Lake (5.DiIf-1, Borden system), Chert Beach Site am selben See (6.Dif-2), wo sich auch die Walleye Beach Site (9.DiIf-5), sowie die Narrows Site (10.DiId-1) befinden. Weitere Fundstätten aus der voreuropäischen Phase sind 11.DiId-2, 13.DiId-4 und 13.DiId-4 (Begräbnisplätze).

### Erste Europäer, Cree
Die ersten Europäer waren ein oder zwei Fallensteller, die nur kurze Zeit anwesend waren und wenige Spuren hinterlassen haben. Am See befindet sich die Rocky Point Site (7.DiIf-3), die junge Hütte eines Fallenstellers, und der Moose Lake Post (8.DiIf-4, ein weiterer: 19.DiId-10), ein kleiner, unabhängiger Handelsposten aus dem 19. Jahrhundert.
Im Gegensatz dazu lebten vier Familien der Anishinabe (Ojibway) und Cree, letztere geführt von Joseph und George B. Taylor und einem sonst unbekannten Herrn Shaganash wohl seit Anfang des 19. Jahrhunderts am Hauptsee. Sie waren von der Hudson Bay gekommen. Am Nagagamisis-See trafen sie auf die Ojibway-Familie Bedwash, die von der Heron Bay herübergezogen war. Gemeinsam unterhielten sie bis 1926 einen kleinen Handelsposten der Hudson’s Bay Company am See. Sie siedelten in den 1930er Jahren an den Morrison River um, der heute Shekak heißt, doch nutzten sie den Nagagamisis Lake weiterhin regelmäßig als Winterlager. Der neue Standort bot den Vorteil, dass sie von den wirtschaftlichen Vorteilen der Eisenbahn profitieren konnten. 1946 zogen sie nach Hornepayne. Zu ihren Nachkommen gehört etwa die Constance Lake Band und die Hornepayne First Nation. Mit dem Vertrag Nr. 9 der sogenannten Numbered Treaties wurden einige dieser Gruppen der Band bei Fort Albany an der James Bay zugeordnet, denen sie sprachlich nahestanden und mit denen Verwandtschaftsbeziehungen bestanden. Sie konnten sich ein eigenes Reservat, No. 66 bei Mammamattawa aussuchen. Die Constance-Lake-Gruppe lebte im dortigen English River Reserve (3108 ha), das heute jedoch fast unbewohnt ist. 1901 zählte man 85 Bewohner.

### Eisenbahnverbindung, Änderung der Lebensweise
Mit dem Bau der transkontinentalen Eisenbahnverbindung entstand Hornepayne, und es kamen ab etwa 1900 mehr Weiße in das Gebiet. Ab den 1930er und 1940er Jahren wandelte sich die Subsistenzwirtschaft der Indigenen in prekäre Beschäftigungsverhältnisse in der Holzindustrie und bei Regierungsaufgaben. Während der 1970er Jahre untersuchten Archäologen auch diese Siedlungen, wie etwa 14.DiId-5, 15.DiId-6, 16.DiId-7 und 17.DiId-8 mit ihren Friedhöfen (18.DiId-9).
Während der Bauzeit der Eisenbahn kam es zu mehreren Waldbränden, um 1922 brannte ein erheblicher Teil der südlichen Baumbestände nieder.

### Parkgründung und Forschungen
1943 erhielt erstmals ein Holzunternehmen, in diesem Fall die Marathon Paper Mills of Canada, eine Einschlaglizenz, doch wurde das Gebiet erst 1948 vermessen. 1964 erstellte das Unternehmen eine genaue Untersuchung, vor allem anhand von Luftaufnahmen. Doch wurde es 1967 von der US-amerikanischen Firma American Can of Canada Ltd. übernommen, die ihrerseits 1974 Untersuchungen anstellte. Danach verfiel die Lizenz mit der Rückstellung als Crown Land (Kronland).
Der Park bestand bei der Gründung im Jahr 1957 aus einem 1530 ha großen Gebiet am Westende des Nagagamisis Lake, hinzu kam eine seit 1956 bestehende Schutzzone (historic reserve, 425 ha) von 3.160 ha Fläche am Ostrand des Sees. Zunächst wurde der Park 1958 verkleinert, doch nachdem der Highway 631 nach Hornepayne fertiggestellt worden war und die Zahl der Besucher drastisch zunahm, wurde der Park wieder vergrößert. Er umfasste nun 4.810 ha. 1970 wurde der Park erneut vergrößert, um das Seeufer besser schützen zu können, womit er auf 5.850 ha anwuchs. 1976 wurde auch das noch fehlende Seegebiet hinzugefügt, so dass der Park auf 8.131 ha anwuchs, ein Umfang, der bis heute besteht.
1970 wurde der Park zum Natural Environment Park auf der Basis des 1967 geschaffenen Ontario Parks Classification System erhoben. 1974 wurde für die Laichgründe des pickerel ((Amerikanischer Zander)) ein 325 ha umfassendes Schutzgebiet im Westen des Nagagamisis-Sees eingerichtet. 1975 wurde der Abbau von Sand und Kies eingestellt, der bis dahin am Arnott Lake betrieben worden war. 1974 bis 1979 wurden Führungen angeboten, doch seit 1979 sind alle Wege für die Nutzung auf eigene Gefahr freigegeben. Dabei handelte es sich um einen einfachen Weg und zwei Wanderwege, die zunächst eine Gesamtlänge von rund 5 km aufwiesen.
Von 1970 bis 1973 stieg die Zahl der Camper, die fast die einzigen Besucher darstellten, von jährlich rund 10.000 auf über 16.000, erreichte mit über 20.000 1976 den höchsten Punkt, fiel bis 1979 aber wieder auf etwa 11.500. 1968 hatten den Park nur knapp 6.700 Besucher betreten.
In den 1980er Jahren untersuchte Nick Adams mehrere Stätten am Nagagami Lake für Thor Conway. 2001 und 2002 erfolgten erneute Untersuchungen durch John Pollock, bei denen 27 Fundstätten entdeckt wurden.
1985 entstand die Nagagami Lake Provincial Nature Reserve , ein Gebiet von 1.650 ha. Insgesamt waren 2004 mehr als 60 Stätten aus voreuropäischer und 20 aus europäischer Zeit bekannt.

## Historisches Schutzgebiet
Das 1957 eingerichtete historische Schutzgebiet umfasste 425 ha und wurde in vier Zonen eingeteilt. 1999 wurde im Rahmen des Programms, mit dem die Regierung von Ontario 378 neue Schutzgebiete ausweisen wollte, vorgeschlagen, den Park Richtung Norden, Süden und Westen zu vergrößern. Dabei handelte es sich um ein Gebiet von 27.680 ha.

## Flora und Fauna
Neben wenigen Schwarzbären und sehr wenigen Elchen leben zahlreiche Schneeschuhhasen im Park. Bisam kommt nur in den wenigen Marschgebieten im Südosten des Parks vor, Biber nur im Umkreis des Hauptsees. Stockenten und Dunkelenten sind die am häufigsten vertretenen Vogelarten.
Im Park befanden sich vier sogenannte trap lines, Fallenstellergebiete, die in der Saison 1977–78 allein 219 Biber erbrachten, dazu kamen 130 Marder, 27 Bisamratten, 22 Otter und 12 Nerz. Zu dieser Zeit fand die Fallenstellerei überwiegend in den jüngst hinzugefügten Gebieten statt. Sie ist heute bedeutungslos.
Wichtigster Fisch ist der "pickerel" (Amerikanischer Zander), der "yellow pickerel" oder Glasaugenbarsch, der Hecht, der "yellow perch" (Perca flavescens) und der "lake whitefish", die Heringsmaräne.